# Aci Sant'Antonio
Aci Sant'Antonio er en italiensk by (og kommune) i regionen Sicilien i Italien, med omkring 17.995(2023) indbyggere.  